# Jan Oblak
Jan Oblak (Škofja Loka, 7 gennaio 1993) è un calciatore sloveno, portiere dell'Atlético Madrid, di cui è vice-capitano, e della nazionale slovena, della quale è capitano.
Dopo aver iniziato la carriera in Slovenia, trascorre alcune stagioni in Portogallo. Nel 2014 si trasferisce all'Atlético Madrid, dove vince una Supercoppa di Spagna, una UEFA Europa League, una Supercoppa UEFA e un campionato spagnolo. Dal 2012 fa parte della nazionale slovena.
A livello individuale ha vinto per sei volte sia il Trofeo Zamora (record) che il titolo di calciatore sloveno dell'anno; nel suo palmarès vanta anche un premio LFP come miglior portiere della Liga e l'inserimento, in tre occasioni, nella squadra della stagione della UEFA Champions League.

## Biografia
È figlio dell'ex portiere Matjaž Oblak, oltre che fratello di Teja che è una giocatrice di basket. Anche sua madre ha fatto parte del mondo dello sport in quanto è stata una giocatrice di pallamano.

## Caratteristiche tecniche
Considerato da molti uno dei migliori portieri al mondo, è dotato di leadership e di carisma, elementi che gli consentono di trasmettere tranquillità alla difesa. Dotato di una buona respinta, è anche bravo nel bloccare la palla.
Possiede un ottimo senso della posizione, si muove con una buona tempistica, atleticamente preparato riesce a parare anche i tiri dalla lunga distanza. Vanta pure rapidi riflessi e di una notevole agilità.

## Carriera

### Club

#### Olimpia Lubiana e Beira-Mar
La carriera da calciatore di Oblak inizia nel 1999 quando viene acquistato dal Ločan per militare nelle varie divisioni giovanili. Dopo quattro stagioni passa nelle giovanili dell'Olimpia Lubiana. Conclude la sua prima stagione da calciatore professionista con 28 gol subiti in 33 partite giocate. A fine stagione viene acquistato a titolo definitivo per 700.000 euro dal Benfica, Nel 2010, viene ceduto brevemente in prestito al Beira-Mar giocando solo due partite di Taça de Portugal, la prima nel pareggio per 1-1 contro il SC Mirandela vincendo poi ai calci di rigore per 4-2 dove Oblak para due tiri dal dischetto, invece la seconda partita è contro il Coimbra subendo una sconfitta per 2-0.

#### União Leiria e Rio Ave
Nel luglio del 2011 passa in prestito all'União Leiria, dopo aver fatto ritorno nel club di Lisbona. Debutta con la nuova maglia il 25 settembre nel match perso 2-1 contro la sua ex squadra, l'Olhanense.Tornato al Benfica viene nuovamente girato in prestito, questa volta al Rio Ave dove ottiene un posto da titolare collezionando 28 presenze in campionato.

#### Benfica
Vince il campionato portoghese militando nel Benfica. Partito inizialmente come alternativa, gradualmente si guadagna la titolarità mettendosi in mostra come uno dei migliori talenti nel suo ruolo. Conquista la Coppa di Portogallo giocando come titolare nella finale con un successo di 1-0 contro il Rio Ave. Riesce a vincere anche la Taça da Liga, nella semifinale a reti inviolate contro il Porto, il Benfica vince ai calci di rigori per 4-3, Oblak para il tiro dal dischetto di Maicon Pereira Roque, per poi partecipare alla fine contro il Rio Ave prevalendo per 2-0.

#### Atlético Madrid
Il 16 luglio 2014 viene ufficializzato il suo passaggio all'Atlético Madrid. Fa il suo esordio nella prima partita a gironi della Champions League 2014-2015, in occasione della sconfitta ad Atene per 3-2 contro l'Olympiacos. In stagione non trova spazio in campionato, ma è titolare in Coppa del Re. Nell'andata dei quarti di finale para un rigore a Lionel Messi, ma non riesce ad evitare la ribattuta che vale il gol partita. Il 17 marzo 2015 subentra a Miguel Ángel Moyà durante il ritorno degli ottavi di finale di Champions League contro il Bayer Leverkusen. Il 21 marzo successivo fa il suo esordio nella Liga in Atlético Madrid-Getafe (2-0). 

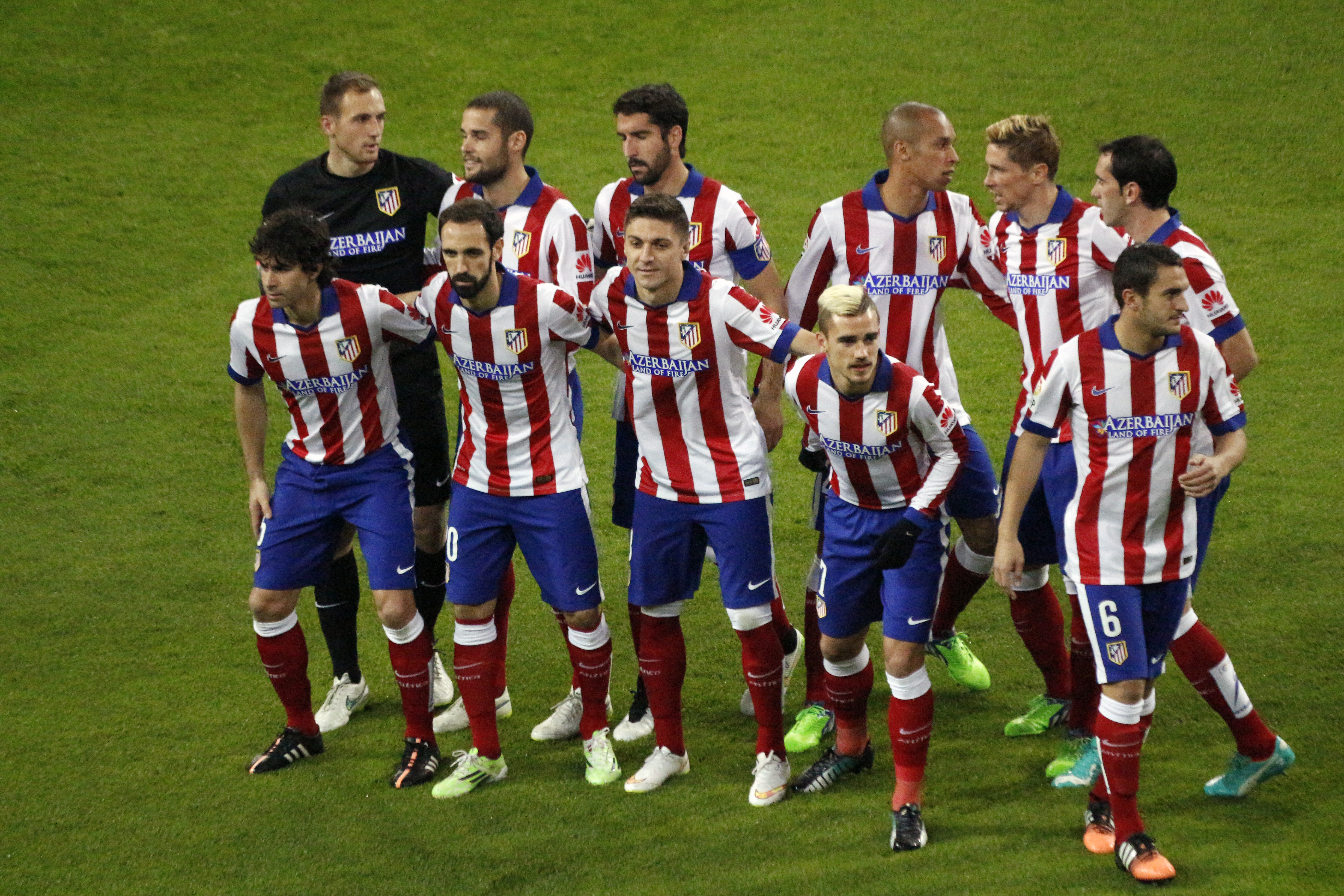
Oblak insieme ai compagni dell'Atlético Madrid prima della gara contro il Real Madrid in Copa del Rey nel 2015

Nella stagione 2015-16 diventa il portiere titolare della squadra in tutte le competizioni. Il 3 maggio 2016 risulta decisivo per il passaggio in finale di Champions League, fornendo una grande prestazione contro il Bayern Monaco e parando un rigore. Il 14 maggio vince il Trofeo Zamora, eguagliando il record di Francisco Liaño con 38 presenze e soli 18 gol subiti.
Il 24 ottobre 2016 a Valencia, in occasione della cerimonia dei Premi LFP, Oblak viene premiato come miglior portiere della Liga della stagione precedente. Il 3 gennaio 2017 vince, per il secondo anno consecutivo, il premio come miglior calciatore sloveno dell'anno oltre a classificarsi al sesto posto nella lista dei migliori portieri dell'IFFHS. Il 22 maggio 2017 vince il suo secondo Trofeo Zamora consecutivo, eguagliando il record di Thibaut Courtois, con una media di 0,72 gol subiti a partita.
Nella stagione 2017-18 vince l'Europa League in finale contro l'Olympique Marsiglia (3-0), mentre a livello individuale conquista il terzo Trofeo Zamora consecutivo. Il 15 agosto 2018 vince la Supercoppa UEFA contro il Real Madrid (4-2 dopo i tempi supplementari). Il 6 novembre 2018, in occasione della vittoria per 2-0 contro il Borussia Dortmund in Champions League, festeggia la 100ª partita senza subire gol con la maglia dell'Atlético Madrid. Il 30 marzo 2019 gioca la sua 200ª partita con i Colchoneros, in occasione della partita di campionato con l'Alavés vinta per 4-0. Al termine della stagione 2018-19 vince il suo quarto Trofeo Zamora consecutivo.
Il 6 dicembre 2019, in occasione del pareggio a reti inviolate tra Villarreal e Atlético Madrid, Oblak gioca la sua 96ª partita senza subire gol, superando il primato di 95 appartenente ad Abel Resino. L'8 maggio 2021, in occasione della partita di campionato pareggiata per 0-0 contro il Barcellona, Oblak disputa la sua partita numero 300 con la maglia dell'Atlético. L'11 giugno 2021 viene premiato come Miglior giocatore della Liga spagnola per la stagione 2020-21. Il 15 agosto 2021, con 304 partite disputate, diventa il portiere con più incontri giocati con l'Atlético.
All'edizione 2021 del Trofeo Yashin, premio per il miglior portiere dell'anno solare, si classifica terzo. Il 2 aprile 2023 diventa il giocatore straniero con più presenze nella storia dell'Atlético Madrid. Il 1º ottobre 2023 raggiunge quota 400 presenze coi colchoneros.
Nella partita di ritorno degli ottavi di Champions League del 13 Marzo 2024, para il rigore sia ad Alexis Sanchez sia a Klassen decretando il passaggio ai quarti dell'Atletico Madrid.

### Nazionale

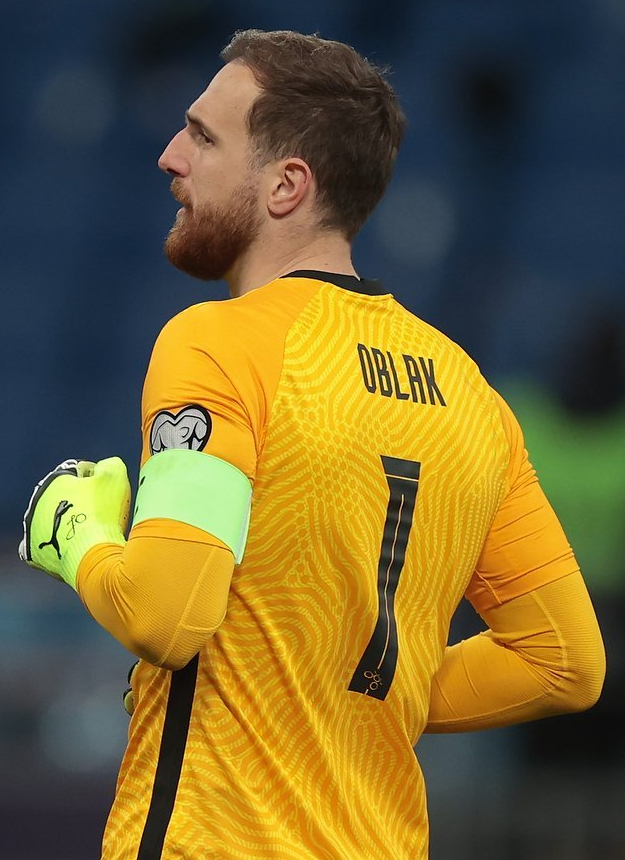
Jan Oblak con la nazionale slovena durante la gara delle qualificazioni europee al contro la

Dal 2009 milita nell'Under-21 ed esordisce l'8 settembre nel match perso contro il Belgio. Debutta con la nazionale maggiore l'11 settembre 2012 contro la Norvegia, in un match valido per le qualificazioni al campionato del mondo 2014.
Dopo il ritiro di Samir Handanovič dalla nazionale slovena nel novembre 2015, Oblak ne rileva il posto da titolare.
Il 2018 è stato un anno tribolato per lui in nazionale: oltre ad avere chiesto di non venire convocato per recuperare da un infortunio, viene escluso dalla nazionale dal CT Tomaž Kavčič, che più avanti lo accuserà di essere un bugiardo e di avere mentito sulle sue condizioni fisiche; per queste dure dichiarazione Kavčič (che in 10 mesi alla guida non ha mai chiamato Oblak) è stato esonerato il 17 ottobre 2018.
Il 20 marzo 2019 torna in nazionale convocato dal CT Matjaž Kek.
Convocato per Euro 2024, Il 15 giugno esordisce nella competizione nell'incontro contro la Danimarca, disputatosi al MHP Arena di Stoccarda, terminato 1-1. Anche grazie alle sue parate gli sloveni si qualificano agli ottavi in cui incontrano il Portogallo; la sfida, anche grazie agli interventi di Oblak (che tra l'altro ha pure neutralizzato un rigore di Cristiano Ronaldo), si protrae sino ai tiri di rigore, in cui gli sloveni hanno la peggio con Oblak che non riesce a parare nessuno dei tiri dal dischetto calciati dai portoghesi.

## Statistiche
Al 30 marzo 2025 Oblak ha disputato, tra club, nazionale maggiore e nazionali giovanili 693 partite.

### Presenze e reti nei club
Statistiche aggiornate al 23 giugno 2025.
| Stagione               | Squadra                | Campionato             | Campionato | Campionato | Coppe nazionali | Coppe nazionali | Coppe nazionali | Coppe continentali | Coppe continentali | Coppe continentali | Altre coppe | Altre coppe | Altre coppe | Totale | Totale |
| Stagione               | Squadra                | Comp                   | Pres       | Reti       | Comp            | Pres            | Reti            | Comp               | Pres               | Reti               | Comp        | Pres        | Reti        | Pres   | Reti   |
| ---------------------- | ---------------------- | ---------------------- | ---------- | ---------- | --------------- | --------------- | --------------- | ------------------ | ------------------ | ------------------ | ----------- | ----------- | ----------- | ------ | ------ |
| 2009-2010              | Olimpia Lubiana        | 1. SNL                 | 33         | -28        | CS              | 0               | 0               | -                  | -                  | -                  | -           | -           | -           | 33     | -28    |
| 2010-gen. 2011         | Beira-Mar              | PL                     | 0          | 0          | CP+CdL          | 2+0             | -3              | -                  | -                  | -                  | -           | -           | -           | 2      | -3     |
| gen.-giu. 2011         | Olhanense              | PL                     | 0          | 0          | CP+CdL          | 0               | 0               | -                  | -                  | -                  | -           | -           | -           | 0      | 0      |
| 2011-2012              | União Leiria           | PL                     | 16         | -28        | CP+CdL          | 1+0             | -2              | -                  | -                  | -                  | -           | -           | -           | 17     | -30    |
| 2012-2013              | Rio Ave                | PL                     | 28         | -40        | CP+CdL          | 3+0             | 0               | -                  | -                  | -                  | -           | -           | -           | 31     | -40    |
| 2013-2014              | Benfica                | PL                     | 16         | -3         | CP+CdL          | 3+3             | 0               | UCL+UEL            | 0+4                | -3                 | -           | -           | -           | 26     | -6     |
| 2014-2015              | Atlético Madrid        | PD                     | 11         | -6         | CR              | 6               | -8              | UCL                | 4                  | -4                 | SS          | 0           | 0           | 21     | -18    |
| 2015-2016              | Atlético Madrid        | PD                     | 38         | -18        | CR              | 0               | 0               | UCL                | 13                 | -8                 |             | -           | -           | 51     | -26    |
| 2016-2017              | Atlético Madrid        | PD                     | 30         | -21        | CR              | 0               | 0               | UCL                | 11                 | -7                 | -           | -           | -           | 41     | -28    |
| 2017-2018              | Atlético Madrid        | PD                     | 37         | -22        | CR              | 0               | 0               | UCL+UEL            | 6+6                | -4 + -2            | -           | -           | -           | 49     | -28    |
| 2018-2019              | Atlético Madrid        | PD                     | 37         | -27        | CR              | 0               | 0               | UCL                | 8                  | -9                 | SU          | 1           | -2          | 46     | -38    |
| 2019-2020              | Atlético Madrid        | PD                     | 38         | -27        | CR              | 0               | 0               | UCL                | 9                  | -9                 | SS          | 2           | -2          | 49     | -38    |
| 2020-2021              | Atlético Madrid        | PD                     | 38         | -25        | CR              | 0               | 0               | UCL                | 8                  | -11                | -           | -           | -           | 46     | -36    |
| 2021-2022              | Atlético Madrid        | PD                     | 38         | -43        | CR              | 2               | -2              | UCL                | 10                 | -10                | SS          | 1           | -2          | 51     | -57    |
| 2022-2023              | Atlético Madrid        | PD                     | 28         | -20        | CR              | 5               | -4              | UCL                | 5                  | -7                 | -           | -           | -           | 38     | -31    |
| 2023-2024              | Atlético Madrid        | PD                     | 38         | -43        | CR              | 5               | -7              | UCL                | 10                 | -13                | SS          | 1           | -5          | 54     | -66    |
| 2024-2025              | Atlético Madrid        | PD                     | 36         | -30        | CR              | 0               | 0               | UCL                | 10                 | -14                | SS+Cmc      | 0+3         | 0 + -5      | 49     | -49    |
| Totale Atlético Madrid | Totale Atlético Madrid | Totale Atlético Madrid | 369        | -282       |                 | 18              | -21             |                    | 100                | -98                |             | 8           | -16         | 495    | -417   |
| Totale carriera        | Totale carriera        | Totale carriera        | 462        | -381       |                 | 30              | -26             |                    | 104                | -101               |             | 8           | -16         | 604    | -524   |

### Cronologia presenze e reti in nazionale
| Cronologia completa delle presenze e delle reti in nazionale ― Slovenia | Cronologia completa delle presenze e delle reti in nazionale ― Slovenia | Cronologia completa delle presenze e delle reti in nazionale ― Slovenia | Cronologia completa delle presenze e delle reti in nazionale ― Slovenia | Cronologia completa delle presenze e delle reti in nazionale ― Slovenia | Cronologia completa delle presenze e delle reti in nazionale ― Slovenia | Cronologia completa delle presenze e delle reti in nazionale ― Slovenia | Cronologia completa delle presenze e delle reti in nazionale ― Slovenia |
| Data                                                                    | Città                                                                   | In casa                                                                 | Risultato                                                               | Ospiti                                                                  | Competizione                                                            | Reti                                                                    | Note                                                                    |
| ----------------------------------------------------------------------- | ----------------------------------------------------------------------- | ----------------------------------------------------------------------- | ----------------------------------------------------------------------- | ----------------------------------------------------------------------- | ----------------------------------------------------------------------- | ----------------------------------------------------------------------- | ----------------------------------------------------------------------- |
| 11-9-2012                                                               | Oslo                                                                    | Norvegia                                                                | 2 – 1                                                                   | Slovenia                                                                | Qual. Mondiali 2014                                                     | -2                                                                      |                                                                         |
| 31-5-2013                                                               | Bielefeld                                                               | Turchia                                                                 | 0 – 2                                                                   | Slovenia                                                                | Amichevole                                                              | -                                                                       |                                                                         |
| 19-11-2013                                                              | Celje                                                                   | Slovenia                                                                | 1 – 0                                                                   | Canada                                                                  | Amichevole                                                              | -                                                                       |                                                                         |
| 18-11-2014                                                              | Lubiana                                                                 | Slovenia                                                                | 0 – 1                                                                   | Colombia                                                                | Amichevole                                                              | -1                                                                      |                                                                         |
| 30-3-2015                                                               | Doha                                                                    | Qatar                                                                   | 1 – 0                                                                   | Slovenia                                                                | Amichevole                                                              | -1                                                                      |                                                                         |
| 12-10-2015                                                              | Serravalle                                                              | San Marino                                                              | 0 – 2                                                                   | Slovenia                                                                | Qual. Euro 2016                                                         | -                                                                       |                                                                         |
| 23-3-2016                                                               | Capodistria                                                             | Slovenia                                                                | 1 – 0                                                                   | Macedonia                                                               | Amichevole                                                              | -                                                                       |                                                                         |
| 28-3-2016                                                               | Belfast                                                                 | Irlanda del Nord                                                        | 1 – 0                                                                   | Slovenia                                                                | Amichevole                                                              | -1                                                                      | 52’                                                                     |
| 4-9-2016                                                                | Vilnius                                                                 | Lituania                                                                | 2 – 2                                                                   | Slovenia                                                                | Qual. Mondiali 2018                                                     | -2                                                                      |                                                                         |
| 8-10-2016                                                               | Lubiana                                                                 | Slovenia                                                                | 1 – 0                                                                   | Slovacchia                                                              | Qual. Mondiali 2018                                                     | -                                                                       |                                                                         |
| 11-10-2016                                                              | Lubiana                                                                 | Slovenia                                                                | 0 – 0                                                                   | Inghilterra                                                             | Qual. Mondiali 2018                                                     | -                                                                       |                                                                         |
| 11-11-2016                                                              | Ta' Qali                                                                | Malta                                                                   | 0 – 1                                                                   | Slovenia                                                                | Qual. Mondiali 2018                                                     | -                                                                       |                                                                         |
| 26-3-2017                                                               | Glasgow                                                                 | Scozia                                                                  | 1 – 0                                                                   | Slovenia                                                                | Qual. Mondiali 2018                                                     | -1                                                                      |                                                                         |
| 10-6-2017                                                               | Lubiana                                                                 | Slovenia                                                                | 2 – 0                                                                   | Malta                                                                   | Qual. Mondiali 2018                                                     | -                                                                       |                                                                         |
| 1-9-2017                                                                | Trnava                                                                  | Slovacchia                                                              | 1 – 0                                                                   | Slovenia                                                                | Qual. Mondiali 2018                                                     | -1                                                                      |                                                                         |
| 4-9-2017                                                                | Lubiana                                                                 | Slovenia                                                                | 4 – 0                                                                   | Lituania                                                                | Qual. Mondiali 2018                                                     | -                                                                       |                                                                         |
| 5-10-2017                                                               | Londra                                                                  | Inghilterra                                                             | 1 – 0                                                                   | Slovenia                                                                | Qual. Mondiali 2018                                                     | -1                                                                      |                                                                         |
| 8-10-2017                                                               | Lubiana                                                                 | Slovenia                                                                | 2 – 2                                                                   | Scozia                                                                  | Qual. Mondiali 2018                                                     | -2                                                                      |                                                                         |
| 21-3-2019                                                               | Haifa                                                                   | Israele                                                                 | 1 – 1                                                                   | Slovenia                                                                | Qual. Euro 2020                                                         | -1                                                                      |                                                                         |
| 24-3-2019                                                               | Lubiana                                                                 | Slovenia                                                                | 1 – 1                                                                   | Macedonia del Nord                                                      | Qual. Euro 2020                                                         | -1                                                                      |                                                                         |
| 7-6-2019                                                                | Vienna                                                                  | Austria                                                                 | 1 – 0                                                                   | Slovenia                                                                | Qual. Euro 2020                                                         | -1                                                                      |                                                                         |
| 10-6-2019                                                               | Riga                                                                    | Lettonia                                                                | 0 – 5                                                                   | Slovenia                                                                | Qual. Euro 2020                                                         | -                                                                       |                                                                         |
| 6-9-2019                                                                | Lubiana                                                                 | Slovenia                                                                | 2 – 0                                                                   | Polonia                                                                 | Qual. Euro 2020                                                         | -                                                                       | cap.                                                                    |
| 9-9-2019                                                                | Lubiana                                                                 | Slovenia                                                                | 3 – 2                                                                   | Israele                                                                 | Qual. Euro 2020                                                         | -2                                                                      |                                                                         |
| 10-10-2019                                                              | Skopje                                                                  | Macedonia del Nord                                                      | 2 – 1                                                                   | Slovenia                                                                | Qual. Euro 2020                                                         | -2                                                                      | cap.                                                                    |
| 13-10-2019                                                              | Lubiana                                                                 | Slovenia                                                                | 0 – 1                                                                   | Austria                                                                 | Qual. Euro 2020                                                         | -1                                                                      | cap.                                                                    |
| 16-11-2019                                                              | Lubiana                                                                 | Slovenia                                                                | 1 – 0                                                                   | Lettonia                                                                | Qual. Euro 2020                                                         | -                                                                       |                                                                         |
| 19-11-2019                                                              | Varsavia                                                                | Polonia                                                                 | 3 – 2                                                                   | Slovenia                                                                | Qual. Euro 2020                                                         | -3                                                                      | cap.                                                                    |
| 3-9-2020                                                                | Lubiana                                                                 | Slovenia                                                                | 0 – 0                                                                   | Grecia                                                                  | UEFA Nations League 2020-2021 - 1º turno                                | -                                                                       | cap.                                                                    |
| 6-9-2020                                                                | Lubiana                                                                 | Slovenia                                                                | 1 – 0                                                                   | Moldavia                                                                | UEFA Nations League 2020-2021 - 1º turno                                | -                                                                       | cap.                                                                    |
| 11-10-2020                                                              | Pristina                                                                | Kosovo                                                                  | 0 – 1                                                                   | Slovenia                                                                | UEFA Nations League 2020-2021 - 1º turno                                | -                                                                       | cap.                                                                    |
| 14-10-2020                                                              | Chișinău                                                                | Moldavia                                                                | 0 – 4                                                                   | Slovenia                                                                | UEFA Nations League 2020-2021 - 1º turno                                | -                                                                       | cap.                                                                    |
| 18-11-2020                                                              | Atene                                                                   | Grecia                                                                  | 0 – 0                                                                   | Slovenia                                                                | UEFA Nations League 2020-2021 - 1º turno                                | -                                                                       | cap.                                                                    |
| 24-3-2021                                                               | Lubiana                                                                 | Slovenia                                                                | 1 – 0                                                                   | Croazia                                                                 | Qual. Mondiali 2022                                                     | -                                                                       | cap.                                                                    |
| 27-3-2021                                                               | Soči                                                                    | Russia                                                                  | 2 – 1                                                                   | Slovenia                                                                | Qual. Mondiali 2022                                                     | -2                                                                      | cap.                                                                    |
| 30-3-2021                                                               | Strovolos                                                               | Cipro                                                                   | 1 – 0                                                                   | Slovenia                                                                | Qual. Mondiali 2022                                                     | -1                                                                      | cap.                                                                    |
| 1-6-2021                                                                | Skopje                                                                  | Macedonia del Nord                                                      | 1 – 1                                                                   | Slovenia                                                                | Amichevole                                                              | -                                                                       | cap. 46’                                                                |
| 1-9-2021                                                                | Lubiana                                                                 | Slovenia                                                                | 1 – 1                                                                   | Slovacchia                                                              | Qual. Mondiali 2022                                                     | -1                                                                      | cap.                                                                    |
| 4-9-2021                                                                | Lubiana                                                                 | Slovenia                                                                | 1 – 0                                                                   | Malta                                                                   | Qual. Mondiali 2022                                                     | -                                                                       | cap.                                                                    |
| 7-9-2021                                                                | Spalato                                                                 | Croazia                                                                 | 3 – 0                                                                   | Slovenia                                                                | Qual. Mondiali 2022                                                     | -3                                                                      | cap.                                                                    |
| 8-10-2021                                                               | Ta' Qali                                                                | Malta                                                                   | 0 – 4                                                                   | Slovenia                                                                | Qual. Mondiali 2022                                                     | -                                                                       | cap.                                                                    |
| 11-10-2021                                                              | Maribor                                                                 | Slovenia                                                                | 1 – 2                                                                   | Russia                                                                  | Qual. Mondiali 2022                                                     | -2                                                                      | cap.                                                                    |
| 11-11-2021                                                              | Trnava                                                                  | Slovacchia                                                              | 2 – 2                                                                   | Slovenia                                                                | Qual. Mondiali 2022                                                     | -2                                                                      | cap.                                                                    |
| 14-11-2021                                                              | Lubiana                                                                 | Slovenia                                                                | 2 – 1                                                                   | Cipro                                                                   | Qual. Mondiali 2022                                                     | -1                                                                      | cap.                                                                    |
| 26-3-2022                                                               | Ar Rayyan                                                               | Croazia                                                                 | 1 – 1                                                                   | Slovenia                                                                | Amichevole                                                              | -1                                                                      | cap.                                                                    |
| 29-3-2022                                                               | Ar Rayyan                                                               | Qatar                                                                   | 0 – 0                                                                   | Slovenia                                                                | Amichevole                                                              | -                                                                       | cap.                                                                    |
| 2-6-2022                                                                | Lubiana                                                                 | Slovenia                                                                | 0 – 2                                                                   | Svezia                                                                  | UEFA Nations League 2022-2023 - 1º turno                                | -2                                                                      | cap.                                                                    |
| 5-6-2022                                                                | Belgrado                                                                | Serbia                                                                  | 4 – 1                                                                   | Slovenia                                                                | UEFA Nations League 2022-2023 - 1º turno                                | -4                                                                      | cap.                                                                    |
| 9-6-2022                                                                | Oslo                                                                    | Norvegia                                                                | 0 – 0                                                                   | Slovenia                                                                | UEFA Nations League 2022-2023 - 1º turno                                | -                                                                       | cap.                                                                    |
| 12-6-2022                                                               | Lubiana                                                                 | Slovenia                                                                | 2 – 2                                                                   | Serbia                                                                  | UEFA Nations League 2022-2023 - 1º turno                                | -2                                                                      | Cap.                                                                    |
| 24-9-2022                                                               | Lubiana                                                                 | Slovenia                                                                | 2 – 1                                                                   | Norvegia                                                                | UEFA Nations League 2022-2023 - 1º turno                                | -1                                                                      | cap.                                                                    |
| 27-9-2022                                                               | Solna                                                                   | Svezia                                                                  | 1 – 1                                                                   | Slovenia                                                                | UEFA Nations League 2022-2023 - 1º turno                                | -1                                                                      | Cap.                                                                    |
| 17-11-2022                                                              | Cluj-Napoca                                                             | Romania                                                                 | 1 – 2                                                                   | Slovenia                                                                | Amichevole                                                              | -1                                                                      | Cap.                                                                    |
| 20-11-2022                                                              | Lubiana                                                                 | Slovenia                                                                | 1 – 0                                                                   | Montenegro                                                              | Amichevole                                                              | -                                                                       | Cap.                                                                    |
| 23-3-2023                                                               | Astana                                                                  | Kazakistan                                                              | 1 – 2                                                                   | Slovenia                                                                | Qual. Euro 2024                                                         | -1                                                                      | Cap.                                                                    |
| 26-3-2023                                                               | Lubiana                                                                 | Slovenia                                                                | 2 – 0                                                                   | San Marino                                                              | Qual. Euro 2024                                                         | -                                                                       | cap.                                                                    |
| 7-9-2023                                                                | Lubiana                                                                 | Slovenia                                                                | 4 – 2                                                                   | Irlanda del Nord                                                        | Qual. Euro 2024                                                         | -2                                                                      | cap.                                                                    |
| 10-9-2023                                                               | Serravalle                                                              | San Marino                                                              | 0 – 4                                                                   | Slovenia                                                                | Qual. Euro 2024                                                         | -                                                                       | cap.                                                                    |
| 14-10-2023                                                              | Lubiana                                                                 | Slovenia                                                                | 3 – 0                                                                   | Finlandia                                                               | Qual. Euro 2024                                                         | -                                                                       | cap.                                                                    |
| 17-10-2023                                                              | Belfast                                                                 | Irlanda del Nord                                                        | 0 – 1                                                                   | Slovenia                                                                | Qual. Euro 2024                                                         | -                                                                       | cap.                                                                    |
| 17-11-2023                                                              | Copenaghen                                                              | Danimarca                                                               | 2 – 1                                                                   | Slovenia                                                                | Qual. Euro 2024                                                         | -2                                                                      | Cap.                                                                    |
| 20-11-2023                                                              | Lubiana                                                                 | Slovenia                                                                | 2 – 1                                                                   | Kazakistan                                                              | Qual. Euro 2024                                                         | -1                                                                      | Cap.                                                                    |
| 21-3-2024                                                               | Ta' Qali                                                                | Malta                                                                   | 2 – 2                                                                   | Slovenia                                                                | Amichevole                                                              | -                                                                       | Cap. 46’                                                                |
| 26-3-2024                                                               | Lubiana                                                                 | Slovenia                                                                | 2 – 0                                                                   | Portogallo                                                              | Amichevole                                                              | -                                                                       | Cap.                                                                    |
| 8-6-2024                                                                | Lubiana                                                                 | Slovenia                                                                | 1 – 1                                                                   | Bulgaria                                                                | Amichevole                                                              | -1                                                                      | Cap.                                                                    |
| 15-6-2024                                                               | Stoccarda                                                               | Slovenia                                                                | 1 – 1                                                                   | Danimarca                                                               | Euro 2024 - 1º turno                                                    | -1                                                                      | Cap.                                                                    |
| 20-6-2024                                                               | Monaco di Baviera                                                       | Slovenia                                                                | 1 – 1                                                                   | Serbia                                                                  | Euro 2024 - 1º turno                                                    | -1                                                                      | Cap.                                                                    |
| 25-6-2024                                                               | Colonia                                                                 | Inghilterra                                                             | 0 – 0                                                                   | Slovenia                                                                | Euro 2024 - 1º turno                                                    | -                                                                       | Cap.                                                                    |
| 1-7-2024                                                                | Francoforte sul Meno                                                    | Portogallo                                                              | 0 – 0 dts (3 – 0 dtr)                                                   | Slovenia                                                                | Euro 2024 - Ottavi di finale                                            | -                                                                       | Cap.                                                                    |
| 9-9-2024                                                                | Lubiana                                                                 | Slovenia                                                                | 3 – 0                                                                   | Kazakistan                                                              | UEFA Nations League 2024-2025 - 1º turno                                | -                                                                       | Cap.                                                                    |
| 10-10-2024                                                              | Oslo                                                                    | Norvegia                                                                | 3 – 0                                                                   | Slovenia                                                                | UEFA Nations League 2024-2025 - 1º turno                                | -3                                                                      | cap.                                                                    |
| 13-10-2024                                                              | Almaty                                                                  | Kazakistan                                                              | 0 – 1                                                                   | Slovenia                                                                | UEFA Nations League 2024-2025 - 1º turno                                | -                                                                       | cap.                                                                    |
| 14-11-2024                                                              | Lubiana                                                                 | Slovenia                                                                | 1 – 4                                                                   | Norvegia                                                                | UEFA Nations League 2024-2025 - 1º turno                                | -                                                                       | cap.                                                                    |
| 17-11-2024                                                              | Vienna                                                                  | Austria                                                                 | 1 – 1                                                                   | Slovenia                                                                | UEFA Nations League 2024-2025 - 1º turno                                | -1                                                                      | cap.                                                                    |
| 20-3-2025                                                               | Bratislava                                                              | Slovacchia                                                              | 0 – 0                                                                   | Slovenia                                                                | UEFA Nations League 2024-2025 - Play-off                                | -                                                                       | cap.                                                                    |
| 23-3-2025                                                               | Lubiana                                                                 | Slovenia                                                                | 1 – 0 dts                                                               | Slovacchia                                                              | UEFA Nations League 2024-2025 - Play-off                                | -                                                                       | cap.                                                                    |
| 10-6-2025                                                               | Celje                                                                   | Slovenia                                                                | 2 – 1                                                                   | Bosnia ed Erzegovina                                                    | Amichevole                                                              | -1                                                                      | cap.                                                                    |
| Totale                                                                  |                                                                         | Presenze (9º posto)                                                     | 77                                                                      |                                                                         | Reti                                                                    | -65                                                                     |                                                                         |

## Palmarès

### Club

#### Competizioni nazionali
- Coppa di Lega portoghese: 1

Benfica: 2013-2014
- Campionato portoghese: 1

Benfica: 2013-2014
- Coppa del Portogallo: 1

Benfica: 2013-2014
- Supercoppa di Spagna: 1

Atlético Madrid: 2014
- Campionato spagnolo: 1

Atletico Madrid: 2020-2021

#### Competizioni internazionali
- UEFA Europa League: 1

Atlético Madrid: 2017-2018
- Supercoppa UEFA: 1

Atlético Madrid: 2018

### Individuale
- Trofeo Zamora: 6 (record)

2015-2016, 2016-2017, 2017-2018, 2018-2019, 2020-2021, 2024-2025
- Squadra della stagione della UEFA Champions League: 3

2015-2016, 2016-2017, 2019-2020
- Miglior portiere della Liga: 1

2015-2016
- Calciatore sloveno dell'anno: 6

2015, 2016, 2017, 2018, 2020, 2021
- Squadra della stagione della UEFA Europa League: 1

2017-2018
- Miglior giocatore della Liga spagnola: 1

2020-2021
- ESM Team of the Year: 1

2020-2021